# 247 v.Chr.
Het jaar 247 v.Chr. is een jaartal volgens de christelijke jaartelling. 

## Gebeurtenissen

### Carthago
- Hamilcar Barkas wordt benoemd tot opperbevelhebber en landt met een Carthaags huurlingenleger ten noordwesten van Palermo.
- De Carthagers heroveren op Sicilië de vestingsteden Drepanum en Lilybaeum (huidige Marsala).

### Perzië
- Arsaces I (247 - 211 v.Chr.) wordt in Arshak gekroond tot eerste koning van de Parthen, een Scythische nomadenstam aan de Kaspische Zee.

### China
- De 12-jarige Qin Shi Huangdi bestijgt als koning de troon van de Qin-staat. Dwangarbeid wordt ingesteld en de feodale landbouwpolitiek geeft het land ongekende rijkdom.

## Geboren
- Hannibal Barkas (~247 v.Chr. - ~183 v.Chr.), Carthaags veldheer en zoon van Hamilcar Barkas

## Overleden
- Arsinoë I (~305 v.Chr. - ~247 v.Chr.), koningin van Egypte (58)